# Новые Драгушены
Новые Драгушены (рум. Drăguşenii Noi, Дрэгушений Ной) — село в Хынчештском районе Молдавии. Является административным центром коммуны Новые Драгушены, включающей также село Хородка.

## География
Село расположено на высоте 261 метров над уровнем моря.

## Население
По данным переписи населения 2004 года, в селе Дрэгушений Ной проживает 1913 человека (981 мужчина, 932 женщины).
Этнический состав села:
| Национальность | Число жителей | Процентный состав |
| -------------- | ------------- | ----------------- |
| молдаване      | 1903          | 99.48             |
| украинцы       | 6             | 0.31              |
| русские        | 2             | 0.1               |
| гагаузы        | 1             | 0.05              |
| прочие         | 1             | 0.05              |
| Всего          | 1913          | 100%              |

## Известные уроженцы
- Фридман, Михаил Владимирович (1922—2006) — литературовед, переводчик.